# Umzimvubu (gemeente)
Umzimvubu (officieel Umzimvubu Local Municipality) is een gemeente in het Zuid-Afrikaanse district Alfred Nzo.
Umzimvubu ligt in de provincie Oost-Kaap en telt 191.620 inwoners.

## Hoofdplaatsen
Het nationaal instituut voor de statistiek, Stats SA, deelt sinds de census 2011 deze gemeente in in 238 zogenaamde hoofdplaatsen (main place):
Badibanise • Betshwane • Bhadalala • Bhetani • Bhetshwana • Bhisilane • Bonga • Botomani • Brooksnek • Buffnek • Bumbeni • Butsheni • Cabazana • Cabazi • Cabhane • Cabuka • Cancele • Chancele • Chani • Chwebeni • Colana • Cwebeni • Dambeni • Damini • Dangwana • Dlabhani • Drayini • Dundee • Dutyini • Emjelweni • Esidakeni • Essek • Galali • Gobozi • Godola • Gogela • Goso • Goxe • Gqatsa • Gubhuzi • Gudlintaba A • Gudlintaba B • Gugwini • Gxaku • Gxaku B • Hlane • Hofese • Kinira • KuMnxekazi • Kupapane • Lubalasi • Lubaleko • Lubhacweni • Lubhacweni A • Lubhacweni B • Lucingweni C • Lugangeni A • Lugelweni • Lungangeni B • Lusuthu • Lutateni • Lutshikini • Luyengweni • Lwandlana • Mabhobho • Machamsholo • Machibini • Madadiyela • Madlangeni • Magcakini • Magontsini • Magxeni • Mahobe • Majojweni • Majuba • Makolonini • Malongwe • Mampondomiseni • Mandileni A • Mandileni B • Mandileni C • Mandileni D • Mangqamzeni • Manzana • Maplotini • Maqokolo • Marhwaqa • Matyamhlophe • Matyeni A • Matyeni B • Mavundleni • Maxegweni • Maxegwini • Mbizeni A • Mbizeni B • Mbizweni • Mbodleni • Mdakeni • Mdeni • Mgodi • Mgqokweni B • Mgungundlovu • Mhlokwana • Mhlotsheni • Mhlozini • Mjikelweni • Mkhangisa • Mndini • Mombeni • Mount Ayliff • Mount Fletcher • Mount Frere • Mpamba • Mpendle • Mpindweni A • Mpindweni B • Mpola • Mpongweni • Mpoza • Mpungutyana • Mqhekezweni • Mqhokweni • Mqokweni A • Mrholweni • Msukeni • Msukeni 1 • Mthelanja • Mthombokazi • Mthonjeni • Mtonjeni • Mtsila • Mvalweni • Mvusi • Mwaca • Mwaca A • Mwaca B • Mzinto • Natala • Ncome • Ncunteni • Ndakeni A • Ndakeni B • Ndindindi • Ndumndum • Ndzongiseni • Ngcobe • Ngcozana • Ngcwayi • Ngonini • Ngonyameni • Ngqumane • Nguse • Ngwabashwe • Ngwegweni • Ngwekazana • Ngwetsheni • Niyona • Njijini • Nkanji • Nkwazini • Nomkholokotho • Nozitshena • Nqalweni • Ntabankulu • Ntibane • Ntlabeni • Ntlanganisweni • Ntlavini • Ntshakeni • Ntsheleni • Ntsimango • Ntsimangweni • Ntsizwa • Ntsongweni • Nxakaxha • Nyegqihi • Nyengqiti • Nyesini • Nyosini Gubhuzi • Papanana • Phepheni A • Phepheni B • Phuka • Qolweni • Qukanca • Qumra • Qwidlana • Qwidlana A • Qwidlana B • Roma • Santombe • Saphukanduka • Sdikidini • Sfolweni • Shugabhushi • Sibhozweni • Sidakeni A • Sidakeni B • Sigidini A • Sigidini B • Sihlahleni • Sijika • Sikhemane • Sikhumbeni • Sikisi • Sikolweni • Silindini • Simela • Singeni • Sinyaqa • Sipundu • Siqhingeni • Sirhudlwini • Sisulwini • Sivumela • Sixhotyeni • Spolweni • Sugarbush • Swelitsha • Tenetyana • Thafeni • Thembisa • Tholeni A • Tholeni B • Tshisane • Tshungwana • Tyemhlophe • Tyeni • Umzimvubu NU • Upper Mnyamana • Voveni • Xhameni • Xokoxa • Xolo • Zigadini • Zimbileni • Zimito • Zwelitsha.